# Cédric Olondo
Utshumbe Cédric Olondo (Lubumbashi, 31 december 1982) is een voetballer uit de Congo-Kinshasa met tevens de Belgische nationaliteit die als aanvaller speelt. 
De eerste profclub van Olondo was Standard Luik, waar hij in het seizoen 2001/2002 één wedstrijd speelde. Het seizoen er op speelde hij 6 keer voor Standard. Een seizoen later werd hij verhuurd aan Seraing, maar daar speelde hij geen wedstrijden. In het seizoen 2004/2005 speelde hij voor KSK Ronse, waar hij twee keer scoorde in 10 wedstrijden. Hij vertrok naar Heusden-Zolder, waar hij ook maar een jaar bleef en geen enkele wedstrijd speelde. In 2006 tekende hij een eenjarig contract bij Fortuna Sittard. Op 25 juni 2007 verlengde Olondo zijn contract bij Fortuna Sittard met 2 jaar.
In de zomer van 2010 stapt Olondo over naar het gedegradeerde FC Oss. Met deze club speelde hij in de Topklasse. In februari, na acht gespeelde wedstrijden voor Oss, liet hij zijn contract ontbinden om in Griekenland in de Beta Ethniki bij Ethnikos Piraeus te gaan spelen. Vanaf januari 2012 speelde hij voor RUW Ciney. Vanaf 2013 ging hij voor Daring Club de Cointe-Liège spelen.